# Хейл, Венди
Венди Хейл (англ. Wendy Hale; род. 3 ноября 1987, Малаита) — соломонская тяжелоатлетка, представительница лёгкой и полулёгкой весовых категорий. Выступала за сборную Соломоновых Островов по тяжёлой атлетике в 2000-х годах, серебряная призёрка чемпионатов Океании и Южнотихоокеанских игр, участница летних Олимпийских игр в Пекине.

## Биография
Венди Хейл родилась 3 ноября 1987 года в провинции Малаита, Соломоновы Острова.
Впервые заявила о себе в тяжёлой атлетике в возрасте 16 лет в 2004 году, выиграв серебряную и бронзовую медали на Юношеских играх Содружества в Бендиго.
Первого серьёзного успеха на взрослом международном уровне добилась в сезоне 2005 года, когда вошла в основной состав соломонской национальной сборной и побывала на Южнотихоокеанских мини-играх в Короре, откуда привезла две награды серебряного достоинства.
В 2006 году выступила на Играх Содружества в Мельбурне, где в зачёте полулёгкой весовой категории по сумме двоеборья стала пятой.
В 2007 году в лёгком весе завоевала четыре золотые медали на Арафурских играх в Дарвине, выиграла две серебряные медали на Южнотихоокеанских играх в Апии, соревновалась на чемпионате мира в Чиангмае — закрыла здесь тридцатку сильнейших.
На чемпионате Океании 2008 года в Окленде стала серебряной призёркой во всех трёх дисциплинах. Благодаря череде удачных выступлений удостоилась права защищать честь страны на летних Олимпийских играх в Пекине, причём на церемонии открытия несла знамя Соломоновых Островов. Взяла вес 78 и 95 кг в рывке и толчке соответственно, набрав в сумме двоеборья 173 кг — таким образом расположилась в итоговом протоколе соревнований на последней 12 строке (впоследствии в связи с дисквалификацией россиянки Марины Шаиновой переместилась на 11 место).
После пекинской Олимпиады Хейл больше не показывала сколько-нибудь значимых результатов в тяжёлой атлетике на международной арене.